# (31605) Braschi
(31605) Braschi est un astéroïde de la ceinture principale.

## Description
(31605) Braschi est un astéroïde de la ceinture principale. Il fut découvert le 10 avril 1999 à Montelupo par Maura Tombelli et Andrea Boattini. Il présente une orbite caractérisée par un demi-grand axe de 2,69 UA, une excentricité de 0,11 et une inclinaison de 7,1° par rapport à l'écliptique.

## Compléments